# Kompsognat
Kompsognat ali manj pravilneje komposognat (znanstveno ime Compsognathus) grško kompsos/κομψός; "eleganten" in gnathos/γνάθος; "čeljust") je rod majhnih dvonožnih (bipedalnih) in mesojedih teropodov (Theropoda). Pripadniki edine vrste v tem rodu, Compsognathus longipes, so dosegli velikost purana. Kompsognati so živeli pred približno 150 milijoni let, v času pozne jure na območju današnje Evrope. Paleontologi so našli dva dobro ohranjena fosilna skeleta, enega v Nemčiji leta 1850 in drugega v Franciji več kot stoletje kasneje. Danes velja, da je edina vrsta rodu kompsognat C. longipes, četudi so nekoč nekoliko večjemu francoskemu primerku prisodili ime C. corallestris.
V veliko opisih je komposognat označen kot dinozaver velikosti kokoši, kar je posledica nemškega fosilnega primerka, ki naj bi bil mladič. Compsognathus longipes je ena redkih vrst dinozavrov, katere prehrana je dodobra poznana, saj so skupaj z obema primerkoma našli tudi ohranjene ostanke majhnih kuščarjev. Zobje, ki so jih odkrili na Portugalskem, morda predstavljajo nadaljnje fosilne dokaze tega rodu.

## Opis
Desetletja je komposognat veljal za najmanjšega znanega neptičjega dinozavra, kasneje pa so odkrili nekaj drugih primerkov (na primer rodova Mahakala in Microraptor), ki so še manjši. Nemški primerek je meril približno 70–75 cm (28–30 in) in 89 cm (35 in) v dolžino, medtem ko za večji francoski primerek veljata vrednosti 1,25 m (4 ft 1 in) v višino in 1,4 m (4 ft 7 in) v dolžino. Višina bokov je pri nemškem fosilu merila 21 cm in pri francoskem 29 cm. Nemški primerek naj bi tehtal 0,32 kg (0,71 lb) in 0,58 kg (1,3 lb), medtem ko je bil francoski kompsognat nekoliko težji 2,5 kg (5,5 lb) in 3,5 kg (7,7 lb). V primerjavi z drugimi kompsognatidi je bil francoski primerek podobne velikosti kot nekoliko večji Sinosauropteryx, a manjši od rodov Huaxiagnathus in Mirischia.
Komposognati so bili majhni, dvonožni teropodi z dolgimi zadnjimi nogami in daljšim repom, ki jim je pomagal loviti ravnotežje med premikanjem. Prednje okončine so bile manjše od zadnjih. Na rokah so imeli dva velika prsta s krempljema in tretji, nekoliko manjši prst, ki morda ni imel funkcije. Število prstov je bilo stvar razprave med strokovnjaki. Dolgo časa so kompsognata ponazarjali s tremi prsti, kot je značilno tudi za preostale teropode. Fosilni ostanki so kazali zgolj dva dobro razvita prsta, tretji pa je bil reduciran in morda nefunkcionalen.
Zobje so bili majhni in ošiljeni, služili so prehrani z manjšimi vretenčarji in morda tudi priložnostnimi drugimi živalmi (kot so žuželke). Nekatere sorodnike kompsognata, na primer rodova Sinosauropteryx in Sinocalliopteryx, so našli z ostanki preprostih peres, ki so pokrivali telo kot sesalčja dlaka, na podlagi česar so nekateri strokovnjaki sklepali, da je bil tudi komposognat operjen.

## Klasifikacija
Komposognata so najprej klasificirali kot kuščarja, njegove dinozavrske poteze pa so v letih med 1863 in 1868 prepoznali Gegenbaur, Cope in Huxley. Cope je leta 1870 komposognata uvrstil v nov klad dinozavrov, Symphypoda, ki je vključeval tudi rod Ornithotarsus (danes klasificiran kot hadrozaver, Hadrosaurus). Kasneje so ugotovili, da oba rodova pripadata drugim skupinam Copovega klasifikacijskega sistema dinozavrov: kompsognat v Gonipoda (ekvivalentno današnjim teropodom, Theropoda) in Ornithotarsus v Orthopoda (ekvivalentno današnjim ornitishijem). Huxley je v zapisu iz leta 1870 zavrnil Copov klasifikacijski sistem in predlagal nov klad Ornithoscelida, kamor je uvrstil skupini Dinosauria in nov klad Compsognatha (z rodom Comspognathus kot edinim pripadnikom). Kasneje sta se obe skupini nehali uporabljati (klad Compsognatha je bil zadnjič omenjen leta 1896, ko ga je Marsh obravnaval kot podred skupine Theropoda). V isti publikaciji je Marsh predstavil novo družino kompsognatidov (Compsognathidae). Friedrich von Huene je leta 1914 postavil nov infrared Coelurosauria, ki poleg drugih družin manjših teropodov vključuje tudi kompsognatide. Ta klasifikacija velja še danes.
V družino kompsognatidov spadajo večinoma manjši dinozavri iz obdobja pozne jure in zgodnje krede, ki so živeli na področjih današnje Kitajske, Evrope in Južne Amerike. Klad kompsognatidov trenutno vključuje rodove Aristosuchus, Huaxiagnathus, Mirischia, Sinosauropteryx, in morda Juravenator terScipionyx.
Skoraj stoletje je bila vrsta Compsognathus longipes edini dobro poznani manjši teropod, zaradi česar so mnogi strokovnjaki komposognata primerjali z arheopteriksom (Archaeopteryx), predlagali pa so tudi tesno sorodstvo s ptiči. Danes je znano, da so ptičem bolj kot kompsognatidi sorodni drugi tipi teropodov (recimo pripadniki Maniraptora).
Spodaj je preprost kladogram, ki prikazuje postavitev družine kompsognatidov iz leta 2012.
|  | Sinocalliopteryx |
|  |                  |
|  | Huaxiagnathus    |
|  |                  |

|  | Compsognathus                                             |
|  |                                                           |
|  | \| \| Juravenator \| \| \| \| \| \| Scipionyx \| \| \| \| |
|  |                                                           |
|  | Juravenator                                               |
|  |                                                           |
|  | Scipionyx                                                 |
|  |                                                           |

|  | Juravenator |
|  |             |
|  | Scipionyx   |
|  |             |

|  | Compsognathus                                             |
|  |                                                           |
|  | \| \| Juravenator \| \| \| \| \| \| Scipionyx \| \| \| \| |
|  |                                                           |
|  | Juravenator                                               |
|  |                                                           |
|  | Scipionyx                                                 |
|  |                                                           |

|  | Juravenator |
|  |             |
|  | Scipionyx   |
|  |             |

|  | Sinocalliopteryx |
|  |                  |
|  | Huaxiagnathus    |
|  |                  |

|  | Compsognathus                                             |
|  |                                                           |
|  | \| \| Juravenator \| \| \| \| \| \| Scipionyx \| \| \| \| |
|  |                                                           |
|  | Juravenator                                               |
|  |                                                           |
|  | Scipionyx                                                 |
|  |                                                           |

|  | Juravenator |
|  |             |
|  | Scipionyx   |
|  |             |

|  | Compsognathus                                             |
|  |                                                           |
|  | \| \| Juravenator \| \| \| \| \| \| Scipionyx \| \| \| \| |
|  |                                                           |
|  | Juravenator                                               |
|  |                                                           |
|  | Scipionyx                                                 |
|  |                                                           |

|  | Juravenator |
|  |             |
|  | Scipionyx   |
|  |             |

## Paleobiologija
Bidar in sodelavci so v študiji iz leta 1972, ki je obravnavala francoski primerek, zatrdili, da je imel dinozaver plavalno kožico med prsti rok. V popularni knjigi iz leta 1975 je Beverly Halstead žival prikazala kot amfibijskega dinozavra, sposobnega prehranjevanja z morskim plenom in plavanja. Hipotezo je ovrgel Ostrom, ki je izpostavil, da je francoski primerek slabo ohranjen in so nekatere strukture sedimentni ostanki, ki nimajo zveze s fosilom.
Ostanki kuščarja v prsni votlini nemškega primerka kompsognata kažejo, da se je žival hranila z majhnimi vretenčarji (Marsh je sprva menil, da so ostanki kuščarja dejansko ohranjeni delci zarodka, a je bilo kasneje pokazano drugače). Ostrom je kuščarja prepoznal kot pripadnika rodu Bavarisaurus, kamor so spadali hitri in spretni tekači z dolgim repom. To je vodilo v predvidevanje, da je kompsognat moral imeti oster vid in biti spreten ter hiter.

Fosilni ostanki nemškega primerka kažejo večje število okroglih nepravilnosti s premerom 10 mm. Peter Griffiths jih je označil za nezrela jajca. S tem se ne strinjajo vsi strokovnjaki, ker so bili vzorci najdeni zunaj telesne votline.
Leta 2007 sta William Sellers in Phillip Manning ocenila, da je dinozaver dosegal maksimalno hitrost 17.8 m/s (40 mph). Vrednost je bila deležna kritik nekaterih paleontologov.

## V popularni kulturi
Kompsognat velja za enega izmed bolj popularnih dinozavrov. Za precej dolgo časa je zaradi svoje majhnosti veljal za unikat, ki so ga pogosto primerjali s piščanci. Dinozaver se je pojavil v filmski franšizi Jurski Park: v filmih Jurski park 2: Izgubljeni svet, Jurski park 3 in Jurski svet: Padlo kraljestvo. V filmu Jurski svet: Padlo kraljestvo je eden izmed likov dinozavra napačno določil kot vrsto Compsognathus triassicus, pri čemer je združil rodovno ime vrste Compsognathus longipes z vrstnim pridevkom vrste Procompsognathus triassicus, daljnim mesojedim sorodnikom, ki se je pojavil v romanih Jurski park.